# Venade
Venade ist ein Ort und eine ehemalige Gemeinde (Freguesia) im nordportugiesischen Kreis Caminha. Die Gemeinde hatte 820 Einwohner (Stand 30. Juni 2011).
Mit der Gebietsreform vom 29. September 2013 wurden die Gemeinden Venade und Azevedo zur neuen Gemeinde União das Freguesias de Venade e Azevedo zusammengeschlossen. Venade ist Sitz dieser neu gebildeten Gemeinde.